# NGC 4690
NGC 4690 ist eine 12,9 mag helle Linsenförmige Galaxie vom Hubble-Typ E-S0 im Sternbild der Jungfrau, die etwa 120 Millionen Lichtjahre von der Milchstraße entfernt ist.
Sie wurde am 11. April 1787 von Wilhelm Herschel mit einem 18,7-Zoll-Spiegelteleskop entdeckt, der sie mit „vF, S“ beschrieb.